# Embraer Lineage 1000
Embraer Lineage 1000 – brazylijski duży samolot biznesowy średniego zasięgu, którego pierwszy lot odbył się w październiku
2007. Samolot ten to biznesowa wersja Embraera 190. Samolot może zabrać na pokład 19 pasażerów.